# Протопланетний диск

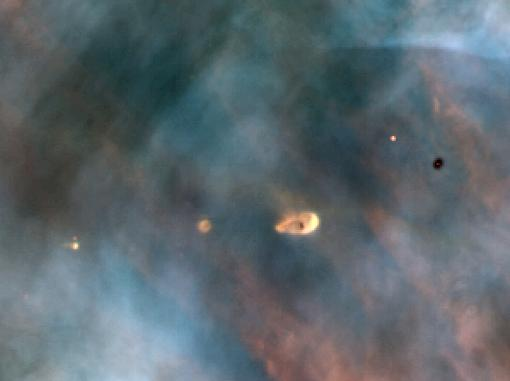
протопланетний диск в Туманності Оріона.

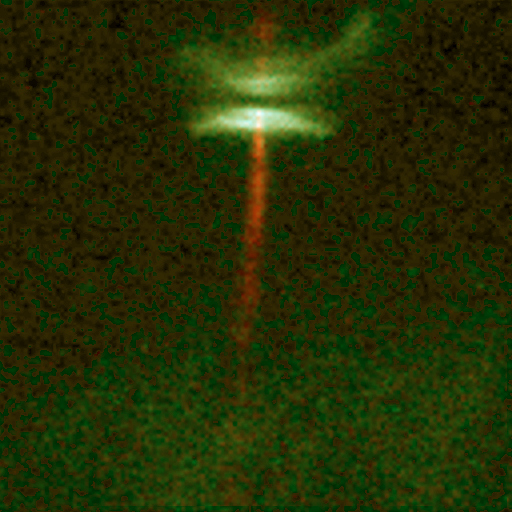
протопланетний диск HH-30 в сузір'ї Тельця, що знаходиться на відстані близько 450 світлових років від Землі.

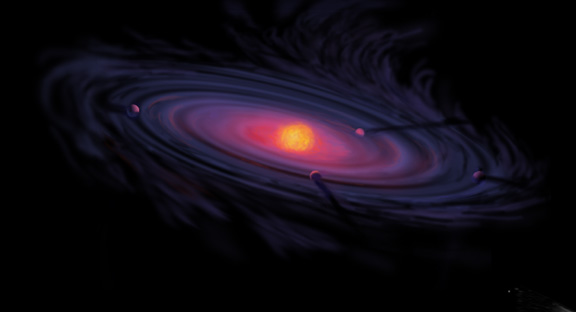
Протопланетний диск, художнє зображення.

Протопланетний диск або проплід (англ. proplyd, protoplanetary disk) — диск щільного газу, що обертається навколо молодої, нещодавно сформованої протозірки, з якого згодом утворюються планети.
Протопланетні диски були виявлені навколо кількох молодих зірок нашої Галактики, першим з яких був відкритий диск навколо зірки β Живописця в 1984 році. Незабаром спостереження орбітального телескопа «Хаббл» виявили планетні системи в Туманності Оріона в процесі формування. Астрономи відкрили величезні диски з газопилової матерії, схожі на протопланетні, навколо зірок Вега, Фомальгаут, TW Гідри і Гемма (або Альфекка, α Північної Корони).